# Copa Mercosur 1998
Navigation
Édition suivante
La Copa Mercosur 1998 est la toute première édition de la Copa Mercosur, une compétition régionale réunissant des clubs du Brésil, d’Uruguay, d’Argentine, du Chili et du Paraguay.
Vingt équipes sont réparties en cinq poules de quatre équipes qui affrontent leurs adversaires deux fois, à domicile et à l'extérieur. À l'issue de cette première phase, les premiers de chaque poule et les trois meilleurs deuxièmes disputent la phase finale, organisée en matchs aller-retour.
La finale oppose deux formations brésiliennes. C'est le club de Palmeiras qui s'impose face au Cruzeiro et devient le premier club à inscrire son nom au palmarès. C'est le premier titre international pour Palmeiras.

## Premier tour

### Groupe A
| Rang | Équipe                 | Pts | J | G | N | P | Bp | Bc | Diff |  | Résultats (▼ dom., ► ext.) | Cru | SLo | SPa | Col |
| ---- | ---------------------- | --- | - | - | - | - | -- | -- | ---- |  | -------------------------- | --- | --- | --- | --- |
| 1    | Cruzeiro EC            | 10  | 6 | 3 | 1 | 2 | 15 | 6  | +9   |  | Cruzeiro EC                |     | 2-1 | 5-1 | 5-0 |
| 2    | San Lorenzo de Almagro | 10  | 6 | 3 | 1 | 2 | 11 | 8  | +3   |  | San Lorenzo de Almagro     | 2-1 |     | 3-2 | 3-0 |
| 3    | São Paulo FC           | 7   | 6 | 2 | 1 | 3 | 8  | 12 | -4   |  | São Paulo FC               | 1-1 | 2-1 |     | 1-0 |
| 4    | Colo-Colo              | 7   | 6 | 2 | 1 | 3 | 5  | 12 | -7   |  | Colo-Colo                  | 2-1 | 1-1 | 2-1 |     |

### Groupe B
| Rang | Équipe                    | Pts | J | G | N | P | Bp | Bc | Diff |  | Résultats (▼ dom., ► ext.) | Pal | Nac | Ind | UCh |
| ---- | ------------------------- | --- | - | - | - | - | -- | -- | ---- |  | -------------------------- | --- | --- | --- | --- |
| 1    | SE Palmeiras              | 18  | 6 | 6 | 0 | 0 | 16 | 3  | +13  |  | SE Palmeiras               |     | 3-1 | 2-1 | 1-0 |
| 2    | Club Nacional de Football | 9   | 6 | 3 | 0 | 3 | 10 | 14 | -4   |  | Club Nacional de Football  | 0-5 |     | 2-1 | 1-0 |
| 3    | CA Independiente          | 6   | 6 | 2 | 0 | 4 | 12 | 15 | -3   |  | CA Independiente           | 0-3 | 4-3 |     | 6-2 |
| 4    | CF Universidad de Chile   | 3   | 6 | 1 | 0 | 5 | 7  | 13 | -6   |  | CF Universidad de Chile    | 1-2 | 1-3 | 3-0 |     |

### Groupe C
| Rang | Équipe                    | Pts | J | G | N | P | Bp | Bc | Diff |  | Résultats (▼ dom., ► ext.) | Rac | Oli | Cor | Peñ |
| ---- | ------------------------- | --- | - | - | - | - | -- | -- | ---- |  | -------------------------- | --- | --- | --- | --- |
| 1    | Racing Club de Avellaneda | 14  | 6 | 4 | 2 | 0 | 9  | 4  | +5   |  | Racing Club de Avellaneda  |     | 1-0 | 1-0 | 0-0 |
| 2    | Club Olimpia              | 10  | 6 | 3 | 1 | 2 | 13 | 12 | +1   |  | Club Olimpia               | 2-4 |     | 2-2 | 4-2 |
| 3    | SC Corinthians            | 5   | 6 | 1 | 2 | 3 | 7  | 8  | -1   |  | SC Corinthians             | 1-2 | 1-2 |     | 1-1 |
| 4    | Club Atlético Peñarol     | 3   | 6 | 0 | 3 | 3 | 6  | 11 | -5   |  | Club Atlético Peñarol      | 1-1 | 2-3 | 0-2 |     |

### Groupe D
| Rang | Équipe          | Pts | J | G | N | P | Bp | Bc | Diff |  | Résultats (▼ dom., ► ext.) | Vél | Boc | Fla | Cer |
| ---- | --------------- | --- | - | - | - | - | -- | -- | ---- |  | -------------------------- | --- | --- | --- | --- |
| 1    | Vélez Sarsfield | 11  | 6 | 3 | 2 | 1 | 7  | 6  | +1   |  | Vélez Sarsfield            |     | 2-1 | 1-0 | 1-1 |
| 2    | CA Boca Juniors | 9   | 6 | 3 | 0 | 3 | 11 | 7  | +4   |  | CA Boca Juniors            | 0-1 |     | 3-0 | 3-1 |
| 3    | CR Flamengo     | 9   | 6 | 3 | 0 | 3 | 7  | 8  | -1   |  | CR Flamengo                | 2-0 | 0-2 |     | 2-0 |
| 4    | Cerro Porteño   | 5   | 6 | 1 | 2 | 3 | 9  | 13 | -4   |  | Cerro Porteño              | 2-2 | 3-2 | 2-3 |     |

### Groupe E
| Rang | Équipe               | Pts | J | G | N | P | Bp | Bc | Diff |  | Résultats (▼ dom., ► ext.) | RPl | Vas | Grê | UCa |
| ---- | -------------------- | --- | - | - | - | - | -- | -- | ---- |  | -------------------------- | --- | --- | --- | --- |
| 1    | River Plate          | 9   | 6 | 2 | 3 | 1 | 8  | 7  | +1   |  | River Plate                |     | 1-1 | 3-1 | 1-1 |
| 2    | CR Vasco da Gama     | 9   | 6 | 2 | 3 | 1 | 4  | 3  | +1   |  | CR Vasco da Gama           | 0-0 |     | 1-0 | 1-0 |
| 3    | Grêmio Porto Alegre  | 7   | 6 | 2 | 1 | 3 | 10 | 9  | +1   |  | Grêmio Porto Alegre        | 2-3 | 1-0 |     | 5-1 |
| 4    | Universidad Católica | 6   | 6 | 1 | 3 | 2 | 6  | 9  | -3   |  | Universidad Católica       | 2-0 | 1-1 | 1-1 |     |

## Phase finale

### Quarts de finale
| Équipe 1               | Résultat | Équipe 2                  | Aller | Retour        |
| ---------------------- | -------- | ------------------------- | ----- | ------------- |
| SE Palmeiras           | 4 - 2    | CA Boca Juniors           | 3 - 1 | 1 - 1         |
| CA River Plate         | 1 - 4    | Cruzeiro EC               | 1 - 2 | 0 - 2         |
| Vélez Sarsfield        | 4 - 6    | Club Olimpia              | 3 - 4 | 1 - 2         |
| San Lorenzo de Almagro | 1 - 1    | Racing Club de Avellaneda | 0 - 0 | 1 - 1 2-0 tab |

### Demi-finales
| Équipe 1     | Résultat | Équipe 2               | Aller | Retour |
| ------------ | -------- | ---------------------- | ----- | ------ |
| SE Palmeiras | 3 - 0    | Club Olimpia           | 2 - 0 | 1 - 0  |
| Cruzeiro EC  | 2 - 1    | San Lorenzo de Almagro | 1 - 0 | 1 - 1  |

### Finale
| 16 décembre 1998 | Cruzeiro EC                                | 2 - 1 | SE Palmeiras     | Mineirão, Belo Horizonte                                    |                                                             |
|                  | Marcelo 21e, 21e · Fábio Júnior 90e (pen.) |       | Roque Junior 44e | Spectateurs : 40 000 Arbitrage : Sidrack Marinho dos Santos | Spectateurs : 40 000 Arbitrage : Sidrack Marinho dos Santos |

| 26 décembre 1998 | Palmeiras                           | 3 - 1 | Cruzeiro EC            | Parque Antarctica, São Paulo                               |                                                            |
|                  | Cléber 7e · Oséas 54e · Paulo Nunes |       | Fábio Júnior 2e (pen.) | Spectateurs : 49 400 Arbitrage : Claudio Vinicius Cerdeira | Spectateurs : 49 400 Arbitrage : Claudio Vinicius Cerdeira |

| 29 décembre 1998 | SE Palmeiras | 1 - 0 | Cruzeiro EC | Parque Antarctica, São Paulo |                             |
|                  | Arce 62e     |       |             | Arbitrage : Luciano Almeida  | Arbitrage : Luciano Almeida |